# Черемошна (Вишгородський район)
Черемо́шна — село в Україні, у Поліській селищній територіальній громаді Вишгородського району Київської області. Населення становить 48 осіб.
Зараз село проходить процес перейменування, йому планується присвоїти назву Черемошня.

## Історія
19 липня 2020 року, в результаті адміністративно-територіальної реформи та ліквідації Поліського району, село увійшло до складу новоутвореного Вишгородського району. 
З лютого по квітень 2022 року село було окуповане російськими військами внаслідок вторгнення 2022 року. 

## Відомі люди
- Ярмаченко Микола — український педагог.